# 飯田一史
飯田 一史（いいだ いちし、1982年〈昭和57年〉 - ）は、日本のライターである。

## 経歴
1982年、青森県むつ市に生まれる。中央大学法学部法律学科卒業。グロービス経営大学院大学経営研究科経営専攻修了 (MBA)。
出版社でカルチャー雑誌や小説の編集を手がけたのち、独立。出版産業に関する取材と調査を行っている。著書に『いま、子どもの本が売れる理由』、『「若者の読書離れ」というウソ 中高生はどのくらい、どんな本を読んでいるのか』などがある。

## 著書

### 単著
- 『ベストセラー・ライトノベルのしくみ キャラクター小説の競争戦略』青土社、2012年4月。ISBN 9784791766499。
- 『ウェブ小説の衝撃 ネット発ヒットコンテンツのしくみ』筑摩書房、2016年2月。ISBN 9784480864406。
- 『マンガ雑誌は死んだ。で、どうなるの？ マンガビジネス大転換時代』星海社〈星海社新書 135〉、2018年7月。ISBN 9784065123874。
- 『いま、子どもの本が売れる理由』筑摩書房〈筑摩選書 0193〉、2020年7月。ISBN 9784480017109。
- 『ライトノベル・クロニクル2010－2021』Pヴァイン〈Ele-king books〉、2021年3月。ISBN 9784909483874。
- 『ウェブ小説30年史 日本の文芸の「半分」』星海社〈星海社新書 223〉、2022年6月。ISBN 9784065284049。
- 『「若者の読書離れ」というウソ 中高生はどのくらい、どんな本を読んでいるのか』平凡社〈平凡社新書 1030〉、2023年6月。ISBN 9784582860306。
- 『町の本屋はいかにしてつぶれてきたか 知られざる戦後書店抗争史』平凡社〈平凡社新書 1079〉、2025年4月。ISBN 9784582860795。

### 執筆
- 限界小説研究会 編「ほんとうの出雲――桜庭一樹論」『探偵小説のクリティカル・ターン』南雲堂、2008年1月。ISBN 9784523264699。
- 限界研 編「「変わってしまった世界」と二一世紀探偵神話――清涼院流水」『21世紀探偵小説 ポスト新本格と論理の崩壊』南雲堂、2012年7月。ISBN 9784523265085。
- 限界研 編「21世紀本格２――二〇〇〇年代以降の島田荘司スクールに対する考察から」『21世紀探偵小説 ポスト新本格と論理の崩壊』南雲堂、2012年7月。ISBN 9784523265085。
- 限界研 編「ネット小説論――あたらしいファンタジーとしての、あたらしいメディアとしての」『ポストヒューマニティーズ 伊藤計劃以後のSF』南雲堂、2013年7月。ISBN 9784523265160。
- 限界研 編「「ゲーム実況って何？」とか「何がおもろいの？」とか言ってる時代遅れのお前らに、バカでもわかるように解説してやるよ」『ビジュアル・コミュニケーション 動画時代の文化批評』南雲堂、2015年10月。ISBN 9784523265320。
- 限界研 編「希望――重松清と『シン・ゴジラ』」『東日本大震災後文学論』南雲堂、2017年3月。ISBN 9784523265535。
- 山田昌弘 編「「若者の本離れ」というウソ」『「今どきの若者」のリアル』PHP研究所〈PHP新書 1374〉、2023年11月。ISBN 9784569856070。

### 共著
- 石黒浩、飯田一史『人はアンドロイドになるために』筑摩書房、2017年3月。ISBN 9784480804693。
- 落合早苗、菊池健、飯田一史、まつもとあつし、真柴涼、インプレス総合研究所『電子書籍ビジネス調査報告書2024』インプレス〈インプレス総合研究所「新産業調査レポートシリーズ」〉、2024年8月。ISBN 9784295020080。
- 飯田一史、池上真之、落合早苗、菊池健、芳賀佑介、平柳竜樹、真柴涼、インプレス総合研究所『電子書籍ビジネス調査報告書2025』インプレス〈インプレス総合研究所「新産業調査レポートシリーズ」〉、2025年7月。ISBN 9784295022558。

### 構成
- 藤田和日郎『読者ハ読ムナ（笑） いかにして藤田和日郎の新人アシスタントが漫画家になったか』飯田一史構成、小学館〈少年サンデーコミックススペシャル〉、2016年7月。ISBN 9784091273550。
- ジョン・ハンケ『ジョン・ハンケ 世界をめぐる冒険 グーグルアースからイングレス、そしてポケモンGOへ』飯田和敏取材・構成、飯田一史構成、星海社、2017年11月。ISBN 9784065105559。